# أبو زنيمة
أبو زنيمة إحدى مدن جنوب سيناء تبلغ مساحتها حوالي 5000 كيلو متر مربع، وتبعد بنحو 80 كيلو متراً عن رأس سدر وكان بها ميناء فرعوني لنقل الفيروز والنحاس إلى باقي مناطق مصر. ويوجد بها حاليا مصانع للجبس والفيرومنجنيز ومعظم سكانها يعملون بهذه الصناعات وبالمحاجر والمناجم القريبة منها ويعمل جزء آخر منهم في الزراعة خاصة في منطقة غرندل حيث تتوفر المياه الجوفية ومياه الأمطار وتشكل السياحة إحدى مقومات المدينة حيث يوجد بالقرب من المدينة معبد حتحور في سرابيط الخادم بالإضافة الي وادي غرندل وحمام فرعون الذي يستخدم للسياحة العلاجية.
في عام 2009 عثرت إدارة المحميات الطبيعية بجنوب سيناء علي حوت نافق من نوع المنك النادر يصل طوله 10 امتار ويزن 10 اطنان ويعد من الأنواع النادرة الموجودة بسواحل البحر الأحمر.

## حمامات فرعون

حمام فرعون

تقع جنوب مدينة رأس سدر وهي عبارة عن جزئين
1. كهف فرعون وهو كهف يمتد بداخل الجبل بحوالي 25 م
2. العيون الطبيعية وهي عيون مياه كبريتية على امتداد الشاطئ وتنتج مياه ذات درجة حرارة تصــل إلى 75 درجة مئوية وذات خواص هامة لعلاج بعض أمراض العظام والأمراض الجلدية وتبعد عن نفق الشهيد أحمد حمدي حوالي 120 كم.وحديثا اكتشف المجلس الأعلى للآثار كهف ذو زخارف من القرن الرابع الميلادى ونقوش إغريقية.

## بئر أبو مرير
تقع في الجزء الجنوبي لمدينة رأس سدر على الناحية الشرقية من الطريق المؤدى إلى مدينة الطور وهو بئر مياه عذبه ويحيط به مجموعة من أشجار النخيل وغابات البوص كواحة طبيعية بالمنطقة ويبعد عن نفق الشهيد أحمد حمدي بحوالي 85 كم

## معبد سرابيط الخادم
شيده الملك سنوسرت الأول من ملوك الأسرة الثانية عشرة حيث بداء المصريون القدماء في التنقيب عن الذهب والفيروز في عهد الملكين أمنمحات الثالث والرابع أقيم هيكلا الآلة سيد والآلة حتحور وفي عصر الأسرة الثامنة عشر أعاد ملوكها الاهتمام بسرابيط الخادم واستمر هذا الاهتمام في عهد تحتمس الثالث وحتشبسوت وأمنحوتب الثالث وسيتي الأول ورمسيس الثاني ورمسيس السادس. حيث يبلغ عدد النقوش بسرابيط الخادم 387نقشا ولعل أهم ما يميز منطقة سرابيط الخادم أنها التي اكتشفت فيها عام 1905 الكتابات التي عرفت فيما بعد باسم النقوش السينائية وهي أصل الأبجديات.

## وادي الغرندل
وهو يعتبر من أجمل الوديان بمنطقة جنوب سيناء وذكر على أنه أهم وادي في المنطقة في كتاب شخصية مصر للأستاذ / جمال حمدان. وتكثر بها الواحات والطيور البرية والحيوانات الصحراوية. ويمتد الوادي بطول 75-85 كم ويمتاز بكثافة الغطاء النباتي فيه وينتشر بطول الوادي المياه العذبة الآتية من العيون الطبيعية والمتدفقة طوال أشهر العام ويصلح الوادي لإقامة المنتجعات السياحية البدوية ورحلات السفاري التي تمتد إلى ثلاثة أيام. ويقع على بعد 115 كم من نفق الشهيد أحمد حمدي توجد العديد من القرى السياحية الرائعة الجمال في رأس سدر.

## روضالاير
تقع على مسافة قريبة 1,5 كم جنوب غرب سرابيت الخادم بمدينة أبوزنيمة، وبها نقوش ورسومات حجرية فرعونية من العصرالفرعونى، الأسرة الوسطى والحديثة (1900-1200 قبل الميلاد) الطريق القديم المؤدى إلى معبد هاثور.

## مناجم أم بجمة
بها ترسبات كثيفة من المنجنيز، ومحتمل أن تكون قد تم استغلالها تعدينيا في العصور القديمة، ولا زالت تستخرج حتى اليوم.

## وادى خارج
موقع قديم لمناجم النحاس. ويوجد به نقوش قديمة لساحور (الأسرة الخامسة الحاكمة، 2400قبل الميلاد) وسنوسرت (الأسرة 12الحاكمة،1900قبل الميلاد).

## وادى نصيب: أكوام الخبث، بير نسيب
ويوجد به أكوام ضخمة من الخبث الناتج من سبك النحاس، يقدر بحوالى 100000طن، والذي تم استخراجه في العصرالفرعونى كأحد أهم المناجم.
ويوجد به نقوش من العصرالفرعونى إلى الشمال.

## وادى نصيب: نقوش ونحت حجرى، بير نصيب
وبه نقوش حجرية فرعونية منذ فترة الرعامسة(Ramesside) عام1200 قبل الميلاد ومنحدرات صخرية على الأرض منحوتة على هيئة أقدام وزخارف نبطية.

## جبل مكابير
مرتفع صخرى به نقو ش نبطية وبيزنطية.

## جبل سمرة
تجمع قديم لمنجم نحاس يقع في الجهة الجنوبية الغربية من المدينة (3500 - 2500قبل الميلاد).

## جبل خصم الطارف
أطلال هيكل حجرى من زمن التجمعات البشرية في عصر النيوليت وأرض مدافن.

## وصلات خارجية
- اليوبيل الذهبي لمعارك الـ150 يوما.. بين تأميم القناة وتحقيق النصر، جريدة الأهرام في 	24 أكتوبر 2006| - ع - ن - ت محافظات ومدن مصر | - ع - ن - ت محافظات ومدن مصر                                                                                                                                                                                                      |
| ---------------------------- | --- |
| محافظة القاهرة               | - القاهرة - العاصمة الإدارية الجديدة - حدائق العاصمة - القاهرة الجديدة - الشروق - بدر - 15 مايو - حلوان |
| محافظة الجيزة                | - الجيزة - 6 أكتوبر - السادس من أكتوبر الجديدة - حدائق أكتوبر - مدينة الشيخ زايد - سفنكس الجديدة - الحوامدية - البدرشين - الصف - أطفيح - العياط - الباويطي - منشأة القناطر - أوسيم - كرداسة - أبو النمرس                          |
| محافظة القليوبية             | - بنها - قليوب - شبرا الخيمة - القناطر الخيرية - الخانكة - كفر شكر - طوخ - قها - العبور - العبور الجديدة - الخصوص - شبين القناطر                                                                                                  |
| محافظة الإسكندرية            | - الإسكندرية - برج العرب - برج العرب الجديدة |
| محافظة البحيرة               | - دمنهور - كفر الدوار - رشيد - إدكو - أبو المطامير - أبو حمص - الدلنجات - المحمودية - الرحمانية - إيتاي البارود - حوش عيسى - شبراخيت - كوم حمادة - بدر (مركز) - وادي النطرون - النوبارية الجديدة                                  |
| محافظة مطروح                 | - مرسى مطروح - الحمام - العلمين - العلمين الجديدة - الضبعة - النجيلة - سيدي براني - السلوم - سيوة |
| محافظة دمياط                 | - دمياط - دمياط الجديدة - رأس البر - فارسكور - كفر سعد - الزرقا - السرو - الروضة - كفر البطيخ - عزبة البرج - ميت أبو غالب |
| محافظة الدقهلية              | - المنصورة - المنصورة الجديدة - طلخا - ميت غمر - دكرنس - أجا - منية النصر - السنبلاوين - الكردي - بني عبيد - المنزلة - تمي الأمديد - الجمالية - شربين - المطرية - بلقاس - ميت سلسيل - جمصة - محلة دمنة - نبروه                    |
| محافظة كفر الشيخ             | - كفر الشيخ - دسوق - فوه - مطوبس - بلطيم - الحامول - بيلا - الرياض - سيدي سالم - قلين - سيدي غازي - برج البرلس |
| محافظة الغربية               | - طنطا - المحلة الكبرى - كفر الزيات - زفتى - السنطة - قطور - بسيون - سمنود |
| محافظة المنوفية              | - شبين الكوم - السادات - منوف - سرس الليان - أشمون - الباجور - قويسنا - بركة السبع - تلا - الشهداء |
| محافظة الشرقية               | - الزقازيق - العاشر من رمضان - منيا القمح - بلبيس - مشتول السوق - القنايات - أبو حماد - القرين - ههيا - أبو كبير - فاقوس - الصالحية الجديدة - الإبراهيمية - ديرب نجم - كفر صقر - اولاد صقر - الحسينية - صان الحجر - منشأة أبو عمر |
| محافظة بورسعيد               | - بورسعيد - بورفؤاد - سلام مصر |
| محافظة الإسماعيلية           | - الاسماعيلية - الإسماعيلية الجديدة - فايد - القنطرة - التل الكبير - أبو صوير - القصاصين الجديدة |
| محافظة السويس                | - السويس - السويس الجديدة |
| محافظة شمال سيناء            | - العريش - الشيخ زويد - رفح - بئر العبد - الحسنة - نخل |
| محافظة جنوب سيناء            | - الطور - شرم الشيخ - دهب - نويبع - طابا - سانت كاترين - أبو رديس - أبو زنيمة - رأس سدر |
| محافظة بني سويف              | - بني سويف - بني سويف الجديدة - الواسطى - ناصر - إهناسيا - ببا - سمسطا - الفشن |
| محافظة الفيوم                | - الفيوم - الفيوم الجديدة - طامية - سنورس - إطسا - إبشواي - يوسف الصديق |
| محافظة المنيا                | - المنيا - المنيا الجديدة - العدوة - مغاغة - بني مزار - مطاي - سمالوط - ملوي - دير مواس - المدينة الفكرية |
| محافظة أسيوط                 | - أسيوط - أسيوط الجديدة - ناصر الجديدة - ديروط - منفلوط - القوصية - أبنوب - أبو تيج - الغنايم - ساحل سليم - البداري - صدفا |
| محافظة الوادي الجديد         | - الخارجة - باريس - موط - الفرافرة - بلاط |
| محافظة البحر الأحمر          | - الغردقة - رأس غارب - سفاجا - القصير - مرسى علم - الشلاتين - حلايب |
| محافظة سوهاج                 | - سوهاج - سوهاج الجديدة - أخميم - أخميم الجديدة - البلينا - المراغة - المنشأة - دار السلام - جرجا - جهينة الغربية - ساقلتة - طما - طهطا                                                                                           |
| محافظة قنا                   | - قنا - قنا الجديدة - غرب قنا - أبو تشت - نجع حمادي - دشنا - الوقف - قفط - نقادة - قوص - فرشوط |
| محافظة الأقصر                | - الأقصر - الأقصر الجديدة - طيبة الجديدة - الزينية - البياضية - القرنة - أرمنت - الطود - إسنا |
| محافظة أسوان                 | - أسوان - أسوان الجديدة - دراو - كوم أمبو - نصر النوبة - كلابشة - إدفو - أبو سمبل |
| العواصم مكتوبة بالخط العريض. | |